# Розас Фернандес, Мария Элена
Мария Элена Розас Фернандес (порт. Maria Helena Rosas Fernandes; род. 8 июля 1933, Бразополис) — бразильский композитор.

## Биография
Окончила Бразильскую консерваторию в Рио-де-Жанейро (1962) по классу фортепиано и Высшую школу музыки Санта-Марселина в Сан-Паулу (1977) как дирижёр и композитор. Помимо этого, занималась композицией под руководством Лидди Миньоне, Освальдо Ласерды, изучала вокальную технику в мастер-классе Ноэми Перуджа и совершенствовалась как пианистка у Жуана де Соузы Лимы.
В 1964—1993 гг. преподавала различные музыкальные дисциплины в консерватории города Кампинас, на протяжении многих лет руководила детским хором. Лауреат первой премии Первого национального конкурса музыки для детского хора (1980).
Автор оперы «Дирсеева Марилия» (порт. Marília de Dirceu; 1994, по одноимённому стихотворному циклу Томаса Антониу Гонзаги), выигравшей в 2006 году международный оперный конкурс среди женщин-композиторов в Вене. Две другие оперы Розас Фернандес, на собственные либретто, — «Анита Гарибальди» (2012) и «Леопольдина, императрица Бразилии» (порт. Leopoldina a Imperatriz do Brasil; 2017) — посвящены двум выдающимся женщинам в ранней истории Бразилии, Аните Гарибальди и Марии Леопольдине. Написала также множество фортепианных пьес, ряд камерных и оркестровых сочинений, основанных на местном музыкальном фольклоре. Автор статей о музыке бразильских индейцев.
Победительница Третьего латиноамериканского конкурса композиторов (1988, Монтевидео), лауреат премии Ассоциации художественных критиков Сан-Паулу (2013) и ряда других наград.